# ...e dimmi che non vuoi morire/Qui e là
...e dimmi che non vuoi morire/Qui e là è il 32º singolo di Patty Pravo, pubblicato nel gennaio 1997 dalle etichette discografiche Bollicine e Emi Music Publishing Italia in coedizione.

## Accoglienza
Il singolo ebbe un grande successo, pur essendo rimasto fuori dal podio sanremese. Entrò in top ten il 2 marzo 1997, qualificandosi secondo.

## I brani

### ...e dimmi che non vuoi morire
Canzone scritta da Vasco Rossi per il testo e da Gaetano Curreri e Roberto Ferri per la musica, interpretata da Patty Pravo e presentata al Festival di Sanremo 1997.
Il brano, dato per favorito prima dell'inizio del festival, si classificò solo ottavo, ma ottenne il Premio migliore musica e il Premio della critica; il terzo della sua carriera, dopo il primo nel 1970 con La spada nel cuore e il secondo nel 1984 con il brano autobiografico Per una bambola.
La canzone è stata inserita nell'album Bye Bye Patty, come brano d'apertura dell'album. È stata registrata anche in lingua spagnola col titolo Y dime que morir no quieres.
In un raro inedito, il brano è stato cantato in duetto da Vasco Rossi e Gaetano Curreri.
Curreri esegue spesso il brano assieme agli Stadio durante i concerti.
Noemi ha inserito il brano E dimmi che non vuoi morire nella scaletta dei suoi tour, a partire dalla seconda parte del Sulla mia pelle tour nel 2010.
Negli anni è diventato noto anche col titolo di "la cambio io la vita che" in seguito alla frase d'inizio del ritornello.

## Tracce
1. ...e dimmi che non vuoi morire – 4:11 (testo: Vasco Rossi – musica: Gaetano Curreri e Roberto Ferri)
2. Qui e là (testo: Aina Diversi – musica: Allen Toussaint)

## Classifiche
| Classifica (1997) | Posizione massima |
| ----------------- | ----------------- |
| Italia            | 2                 |

### Classifiche di fine anno
| Classifica (1997) | Posizione |
| ----------------- | --------- |
| Italia            | 86        |